# Ruud Heus
Ruud Heus (Hoorn, 24 febbraio 1961) è un allenatore di calcio ed ex calciatore olandese, di ruolo difensore.

## Palmarès

### Giocatore

#### Competizioni nazionali
- Campionato olandese: 1

Feyenoord: 1992-1993
- Coppa dei Paesi Bassi: 4

Feyenoord: 1990-1991, 1991-1992, 1993-1994, 1994-1995
- Supercoppa dei Paesi Bassi: 1

Feyenoord: 1991